# Грос Кумерфелд
Грос Кумерфелд (њем. Groß Kummerfeld) општина је у њемачкој савезној држави Шлезвиг-Холштајн. Једно је од 95 општинских средишта округа Зегеберг. Према процјени из 2010. у општини је живјело 1.988 становника. Посједује регионалну шифру (AGS) 1060028.

## Географски и демографски подаци
Грос Кумерфелд се налази у савезној држави Шлезвиг-Холштајн у округу Зегеберг. Општина се налази на надморској висини од 32 метра. Површина општине износи 30,2 km². У самом мјесту је, према процјени из 2010. године, живјело 1.988 становника. Просјечна густина становништва износи 66 становника/km².